# Jean Mich
Jean Pierre Mich, né le 13 septembre 1871 à Machtum et mort le 26 août 1932 à Arcueil, est un sculpteur et dessinateur luxembourgeois, proche du courant Jugendstil.

## Biographie
Originaire par sa famille de Bitburg-Prüm, Jean Mich vient à Paris et entre comme élève aux Beaux-arts dans l'atelier du sculpteur Gabriel-Jules Thomas. Il poursuit ses études à l'Académie des beaux-arts de Munich[réf. nécessaire].
Membre du Cercle artistique de Luxembourg en 1902, il se voit décerner le premier prix Grand-Duc Adolphe.
En 1903 puis en 1910, il effectue plusieurs voyages en Chine. Là, il reçoit la commande d'un imposant monument funéraire pour le dignitaire et vice-roi Zhang Zhidong, entre autres. Il réside dans la province de Hubei et retrouve un ami, l'ingénieur pionnier luxembourgeois Eugène Ruppert (1864-1950) qui supervise divers grands travaux de construction. Mais la révolution chinoise qui éclate en octobre 1911 met fin aux chantiers et les deux hommes s'en reviennent en Europe. Plusieurs tirages de bustes signés Mich ont été effectués à Paris chez Susse en 1912.
Entre 1910 et 1913, Mich travaille sur la façade de la Banque et caisse d'épargne de l'État, et exécute un certain nombre de sculptures ornementales, dont les deux pilastres situés à l'entrée.
La Première Guerre mondiale compromet un grand nombre d'autres projets, puis en 1920, il n'est reçu que 2e à un concours national, au profit de Claus Cito, pour le projet de monument du souvenir, le Gëlle Fra. Déçu, il part s'installer à Paris et semble avoir gagné sa vie en tant qu'ouvrier-sculpteur pour diverses entreprises de construction.
Il meurt à Arcueil en 1932.
Oubliée, son œuvre n'a été redécouverte que depuis une vingtaine d'années.

## Galerie photographique

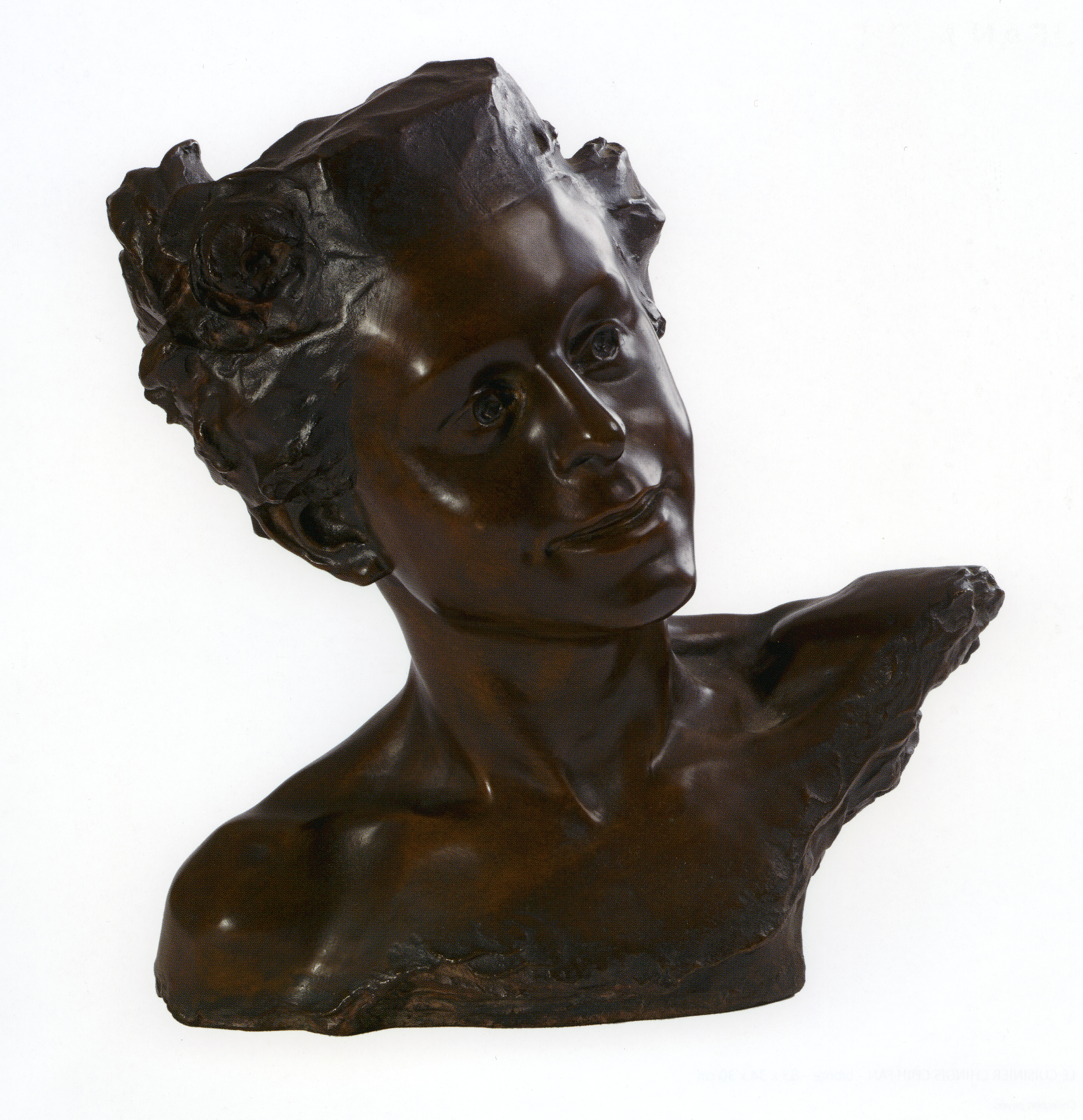
Jeune homme à la rose, buste en bronze.
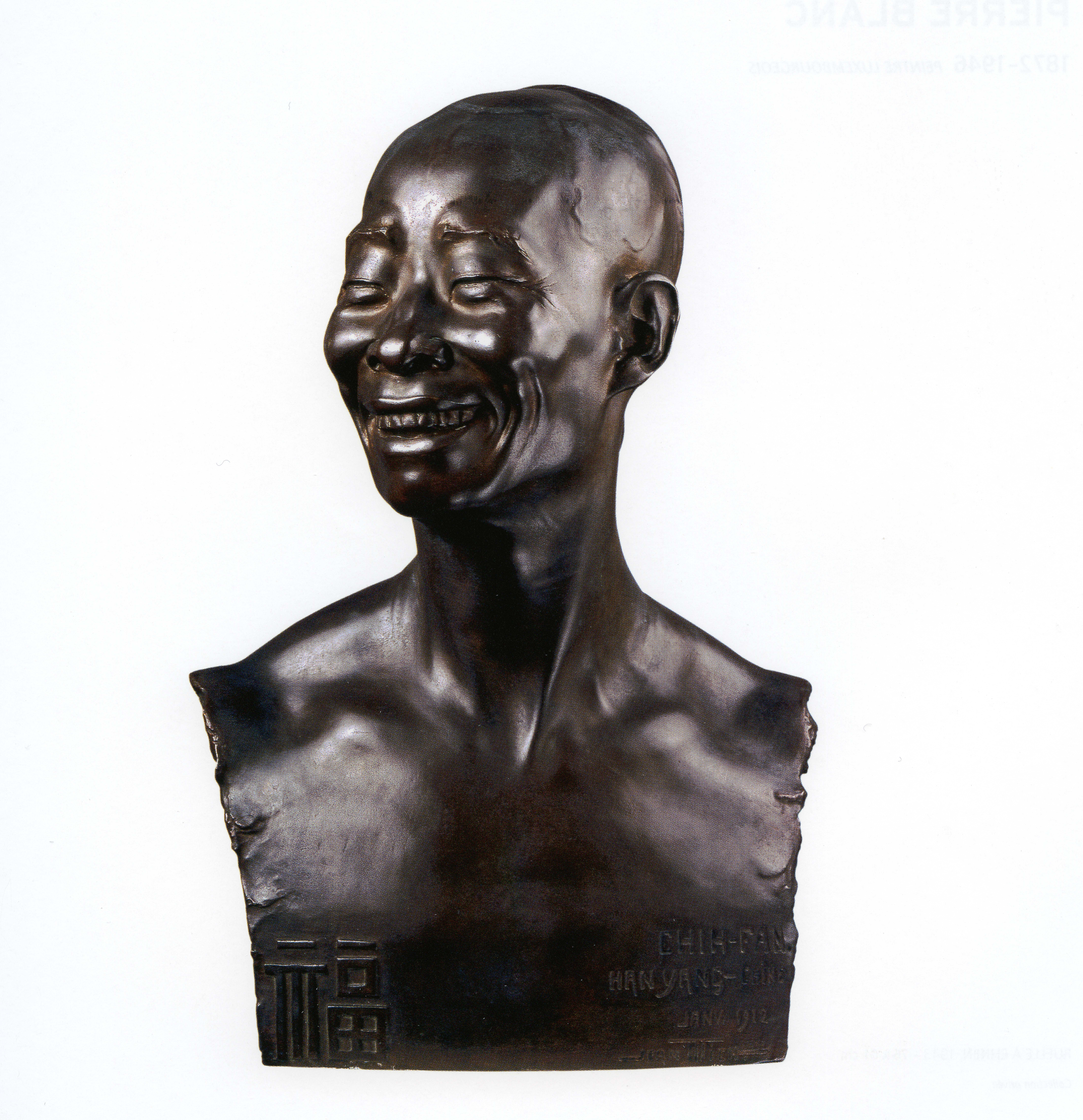
Le cuisinier chinois Chih Fan, buste en bronze (Fonderie Susse, musée Despiau-Wlérick, Mont-de-Marsan).
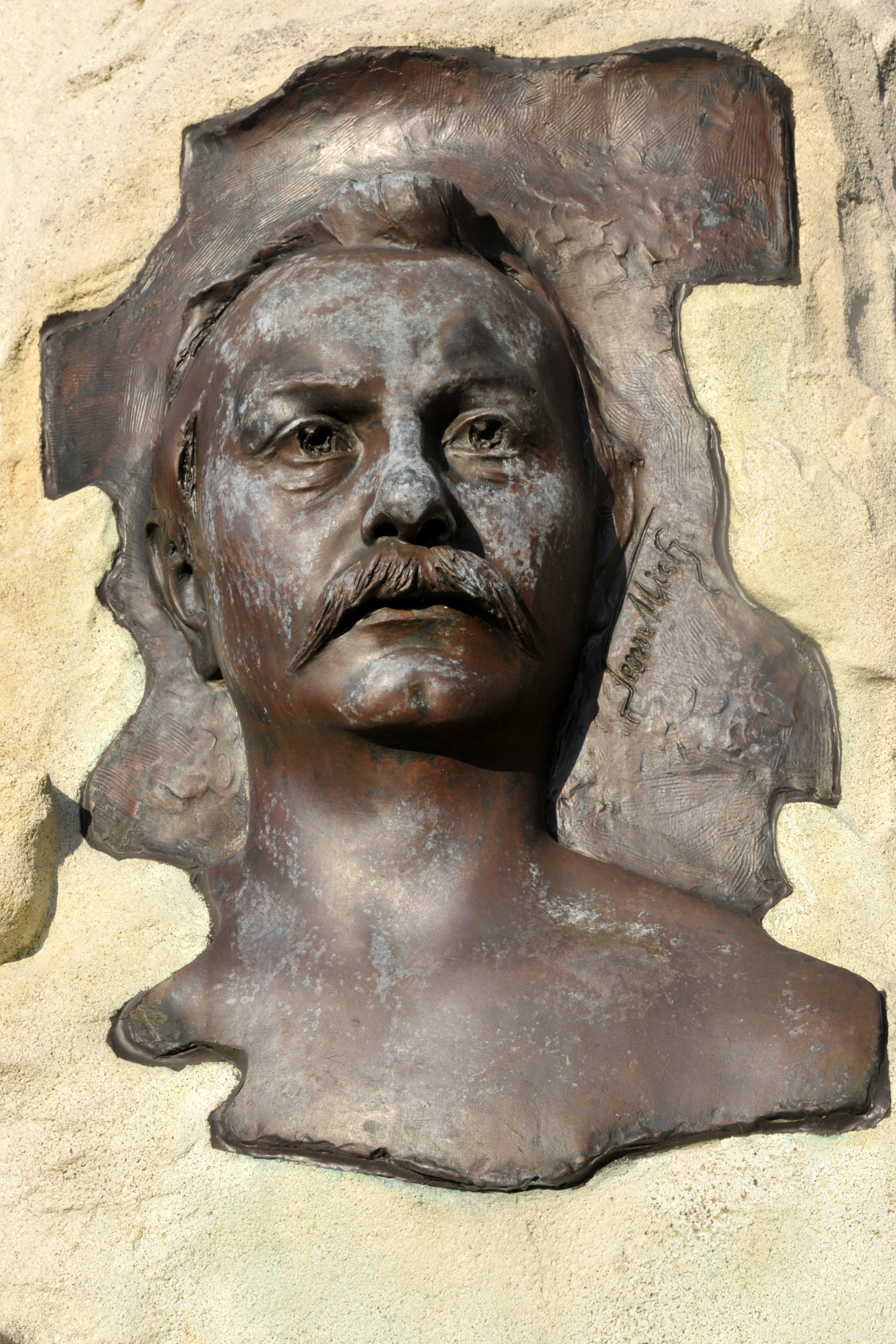
Laurent Menager, bronze, détail du monument funéraire (Sichenhaff).
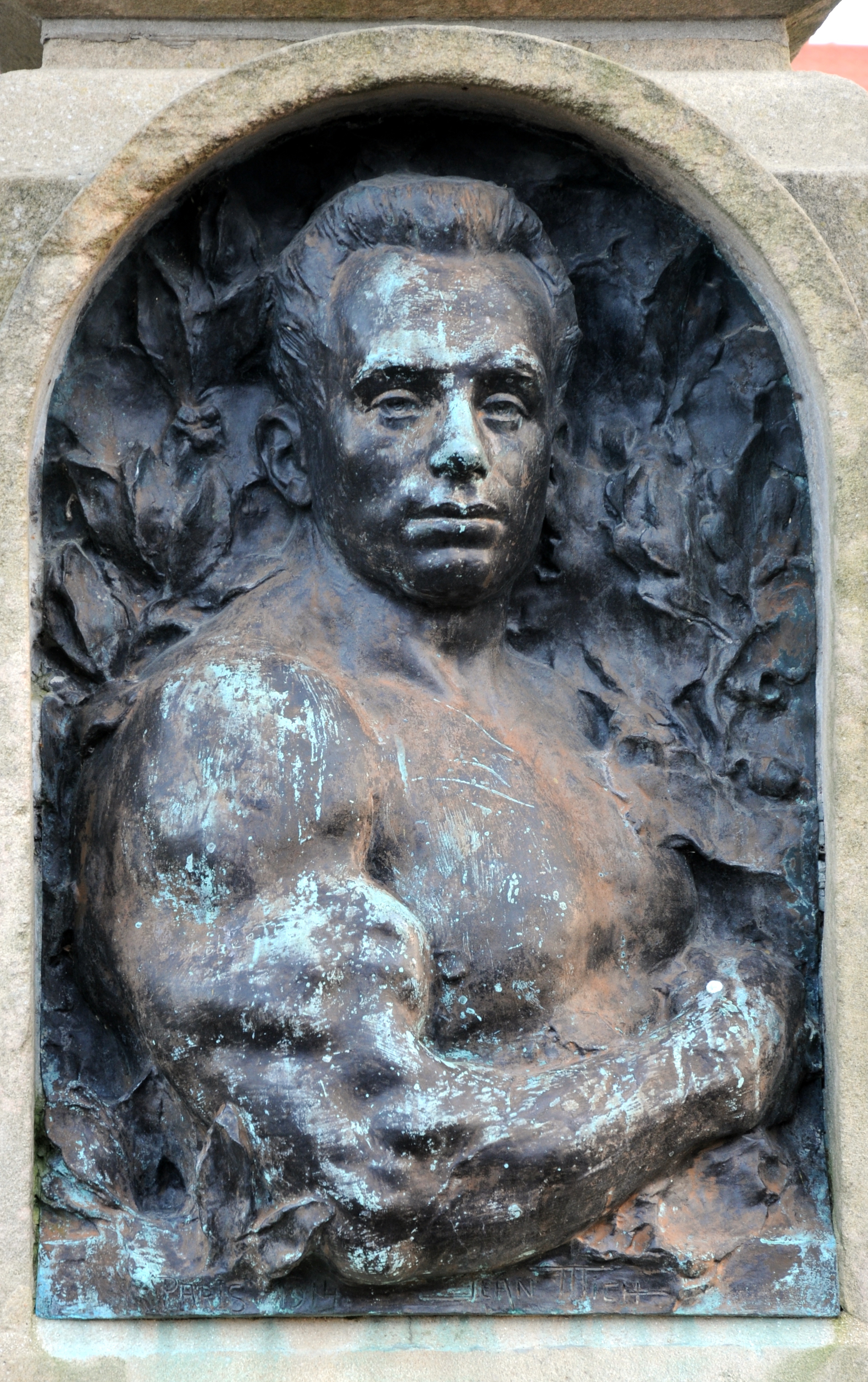
Monument John Grün (en), « l'homme le plus fort du monde », bronze à Mondorf-les-Bains
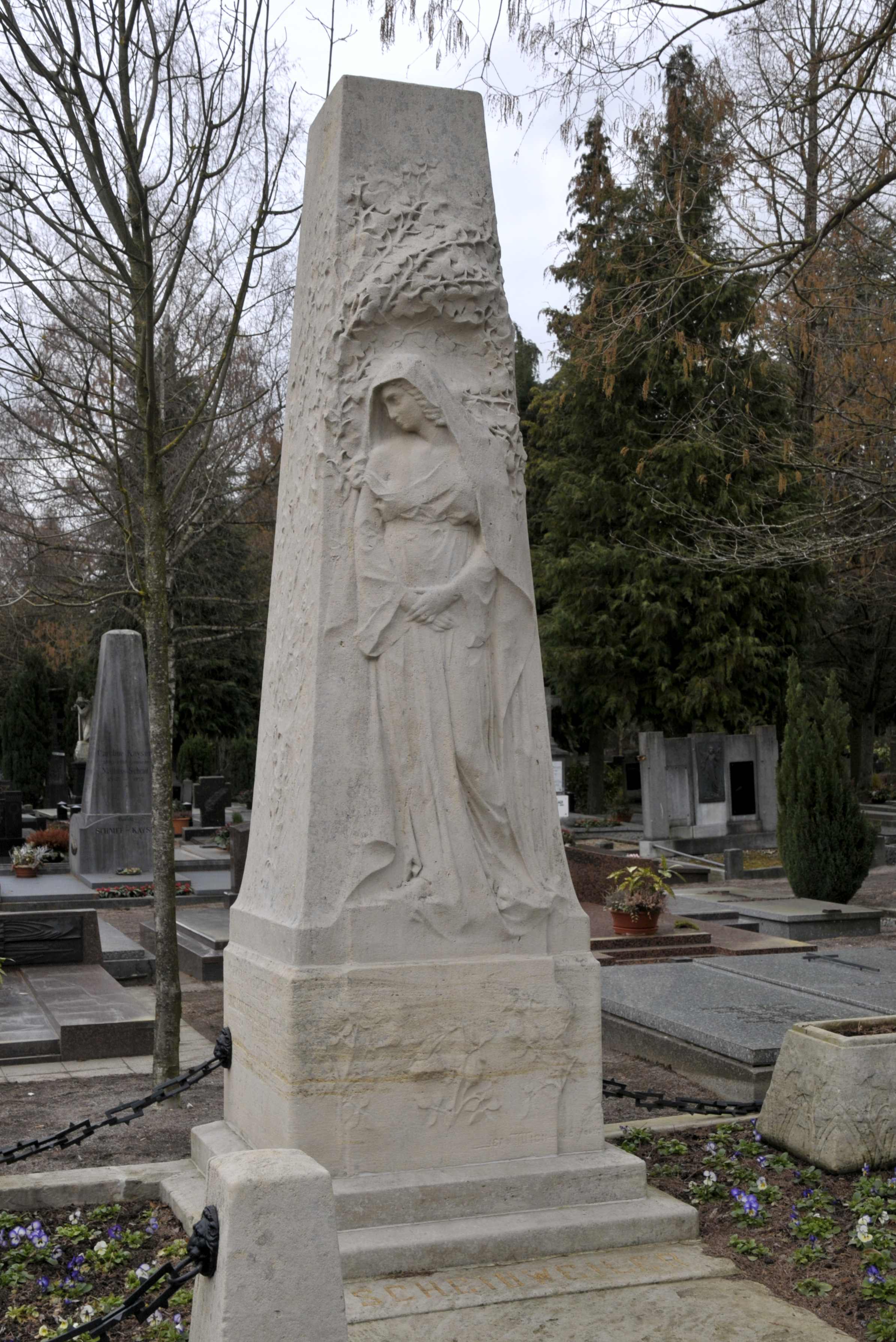
Tombe dans le cimetière de Jousefskierfecht.
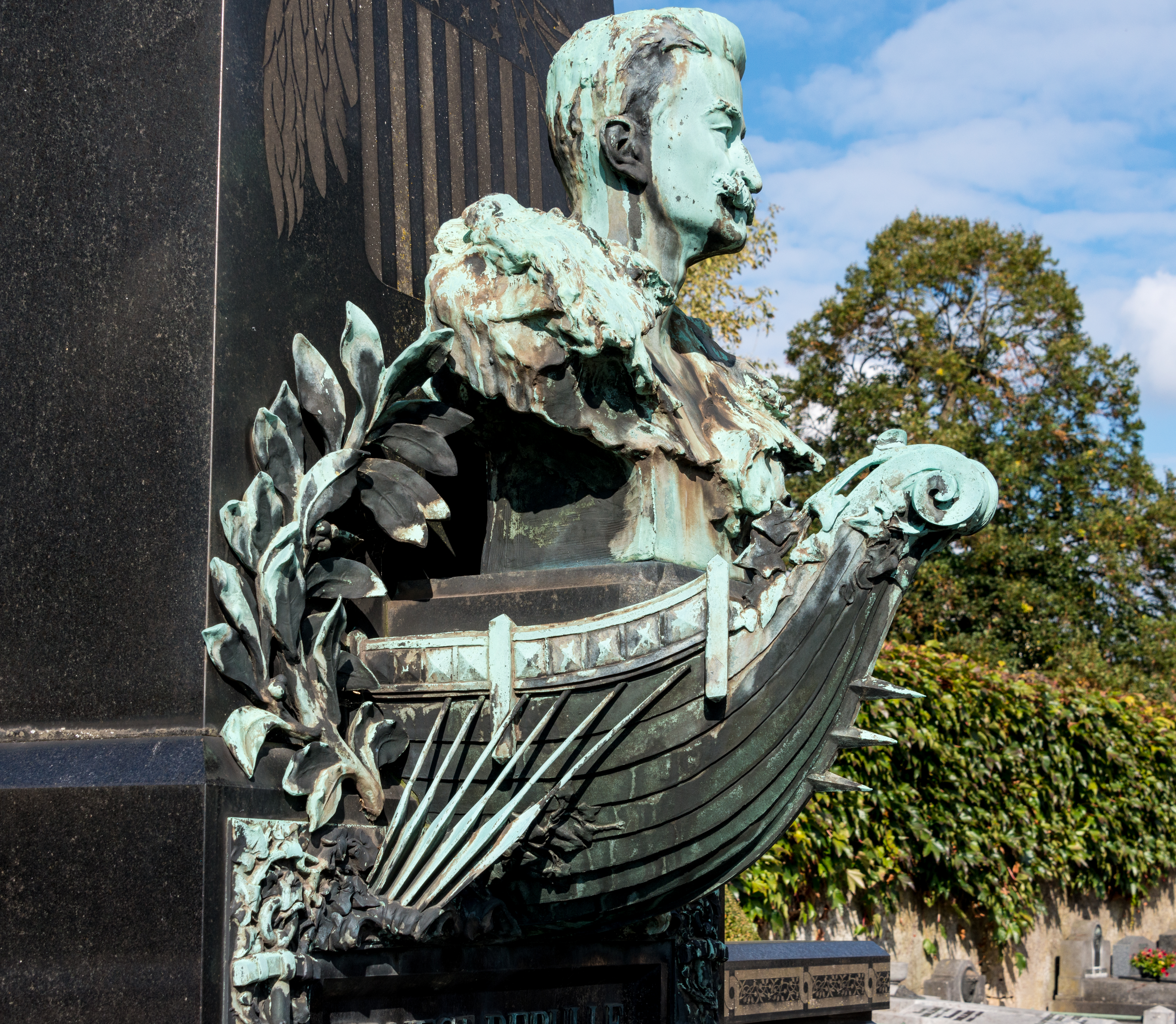
Sépulture Ernest Derulle au Cimetière Notre-Dame au Limpertsberg